# 本努边疆区

联邦直辖部落地区

本努边疆区（Frontier Region Bannu），是巴基斯坦联邦直辖部落地区的一个边疆区。该边疆区以相邻的本努县命名。西邻北瓦济里斯坦特区，北邻喀拉克县、拉基玛瓦边疆区，东邻本努县。 